# کوه ابونوگ
کوه ابونوگ (به لاتین: Mount Abunug) یک کوه در فیلیپین است که در Eastern Visayas واقع شده‌است. کوه ابونوگ ۲۵۸ متر بالاتر از سطح دریا واقع شده‌است.